# Xi Puppis
Xi Puppis (Asmidiske, Azmidiske, 191 Puppis) é uma estrela na direção da constelação de Puppis. Possui uma ascensão reta de 07h 49m 17.66s e uma declinação de −24° 51′ 35.2″. Sua magnitude aparente é igual a 3.34. Considerando sua distância de 1347 anos-luz em relação à Terra, sua magnitude absoluta é igual a −4.74. Pertence à classe espectral G6Ia.